# NGC 1797
NGC 1797 (другие обозначения — MCG -1-14-2, MK 1093, IRAS05053-0805, PGC 16781) — спиральная галактика (Sa) в созвездии Эридан.
В галактике наблюдается повышенное ультрафиолетовое излучение, и потому её относят к галактикам Маркаряна. Причиной является всплеск звездообразования из-за взаимодействия с соседними галактиками.
Этот объект входит в число перечисленных в оригинальной редакции «Нового общего каталога».